# Butch Byrd
George Edward „Butch“ Byrd junior (* 20. September 1941 in Watervliet, New York) ist ein ehemaliger US-amerikanischer American-Football-Spieler. Er spielte als Cornerback unter anderem in der American Football League (AFL) und in der National Football League (NFL) bei den Buffalo Bills.

## Spielerlaufbahn

### Collegekarriere
Butch Byrd besuchte in Troy die Highschool. Auf seiner Schule, dem LaSalle Institute, spielte er bereits American Football und wurde mehrfach in die Stadtauswahl gewählt. Nach seinem Schulabschluss studierte er an der Boston University. Für die Boston University Terriers spielte er drei Jahre Football als Runningback, aber auch als Punt- und Kick-off-Returner. 

### Profikarriere
George Byrd wurde im Jahr durch die Buffalo Bills in der vierten Runde an 25. Stelle gedraftet. Byrd wurde von Head Coach Lou Saban schon als Rookie in der Defense der Bills als Cornerback eingesetzt. In diesem Jahr konnte Byrd mit den Bills auch seinen ersten großen Erfolg feiern. Die Mannschaft, in deren Reihen die Spitzenspieler Jack Kemp, Billy Shaw, Tom Sestak und Daryle Lamonica standen, hatte in der Regular Season zwölf von 14 Spielen gewonnen und zog damit in das AFL-Endspiel ein, wo sie auf die Mannschaft der San Diego Chargers trafen. Die Bills verließen mit einem 20:7-Sieg das Spielfeld. Byrd hatte unter anderem mit einer Interception zum Erfolg der Mannschaft aus Buffalo beigetragen.
Nach der Regular Season 1965 konnte Byrd mit den Bills in das AFL-Endspiel einziehen, wo sie nochmals auf die Chargers trafen. Erneut war das von Sid Gillman betreute Team aus San Diego unterlegen. Diesmal endete das Endspiel mit einem 23:0-Sieg für die Bills. Butch Byrd gelang erneut eine Interception.
Byrd scheiterte bei seinem dritten Einzug in das AFL-Endspiel 1966 mit seiner Mannschaft an den Kansas City Chiefs mit 31:7. Er konnte diesmal nicht entscheidend in das Spiel der Bills eingreifen. George Byrd wechselte im Jahr 1971 zu den Denver Broncos und beendete nach einem Spieljahr seine Laufbahn. Byrd lebt heute in Weston, Massachusetts.

## Ehrungen
Butch Byrd spielte fünfmal im Pro Bowl, dem Abschlussspiel der besten Spieler einer Saison. Er wurde fünfmal zum All-Pro gewählt. Byrd ist Mitglied im American Football League All-Time Team, in der Boston University Athletics Hall of Fame, in der Capital Region Football Hall of Fame und in der Greater Buffalo Sports Hall of Fame, sowie in der Ruhmeshalle seiner Highschool. Die Buffalo Bills ehren ihn im Buffalo Bills 50th Anniversary Team als einen ihrer besten Spieler aller Zeiten.